# (14016) Steller
(14016) Steller ist ein Asteroid des Hauptgürtels, der am 16. Januar 1994 vom belgischen Astronomen Eric Walter Elst und seinem französischen Kollegen Christian Pollas am Observatoire de Calern (Sternwarten-Code 010) nördlich der Stadt Grasse in Südfrankreich entdeckt wurde.
Der Asteroid wurde am 19. Februar 2006 nach dem deutschen Arzt und Naturforscher Georg Wilhelm Steller (1709–1746) benannt, der ab 1741 als Expeditionsarzt an der vom dänischen Kapitän Vitus Bering geleiteten Zweiten Kamtschatkaexpedition teilnahm.